# Jan z Łaska
Jan z Łaska (ur. ?, zm. 1451) – rycerz Władysława Jagiełły, od 1417 roku chorąży sieradzki.

## Życiorys
Jan z Łaska był synem Wojciecha z Krowicy. Po nim odziedziczył wieś Łasko. W uznaniu za zasługi król Władysław Jagiełło 2 września 1422 roku wystawił prawa miejskie i przywilej targowy dla miasta Łasku. Z małżeństwa z Anną (zm. 1448) miał czterech synów: Andrzeja, Peregryna, Macieja, Jana. W roku 1448 wyruszył w  pielgrzymce do Ziemi Świętej. Podczas pobytu na Cyprze stracił wzrok.